# Малиновская, Наталья Родионовна
Наталья Родионовна Малиновская (род. 7 ноября 1946, Хабаровск, РСФСР, СССР) — филолог-испанист, переводчица

, искусствовед, автор статей об испанской литературе и искусстве XX века, кандидат филологических наук, доцент, старший научный сотрудник кафедры истории зарубежной литературы филологического факультета МГУ имени М. В. Ломоносова.
Дочь Маршала Советского Союза Родиона Яковлевича Малиновского; хранитель его архива.

## Биография
Родилась 7 ноября 1946 года в Хабаровске.
В 1969 году окончила филологический факультет МГУ по специальности «Романо-германская филология, испанистика»; в 1980 году защитила диссертацию на соискание ученой степени кандидата филологических наук на тему «Поиски Федерико Гарсиа Лорки в 1930-е: к проблеме творческой эволюции». Автор исследований об испанской литературе конца XIX — начала XX века: о Федерико Гарсиа Лорке, Сальвадоре Дали, поколении 27 года, Антонио Мачадо, Рамоне Гомесе де ла Серна, Асорине (Хосе Мартинесе Руисе), поколении 98 года.

### Семья
Вдова поэта-переводчика Анатолия Михайловича Гелескула. Творческому союзу А. М. Гелескула и Н. Р. Малиновской принадлежит большое количество книг, совместно подготовленных (переведенных, составленных, снабженных подробным комментарием и статьями) и антологий.
Дочь Маршала Советского Союза Родиона Яковлевича Малиновского; хранитель его архива. Мать, Раиса Яковлевна Малиновская (Кучеренко) (1920—1997), пережила блокаду Ленинграда; библиотечный работник, художница. С генералом Малиновским Раиса Кучеренко познакомилась летом 1942-го, при выходе из окружения, когда отличилась при сборе разведданных и в 1943-м была награждена из рук командующего орденом Красной Звезды.

### Премии
Лауреат премий «ИЛ» (1991) за перевод фрагментов книги «Тайная жизнь Сальвадора Дали», «ИЛлюминатор» (1996) за предисловие и перевод книги «Тайная жизнь Сальвадора Дали», премии журнала «Дружба народов» (1999) за перевод, предисловие и комментарии к воспоминаниям «Сальвадор Дали глазами сестры» Аны Марии Дали. Второй премии «Иллюминатор» (2014) она удостоена за книгу «Тема с вариациями» (сборник статей об испанской литературе и искусстве от Средневековья до XX века включительно).
Лауреат Всероссийской историко-литературной премии «Александр Невский» (2010), Национальной литературной премии «Щит и меч Отечества» (2015), диплома премии «Литературной газеты» (2016) — за издание «Имена Победы».
Член Союза писателей России; член союза «Мастера литературного перевода».

### Общественная деятельность
Председатель Ассоциации Памяти советских добровольцев-участников Гражданской войны в Испании.
Президент Фонда «Общество памяти воинов Русского экспедиционного корпуса (1916—1918)».
Является одним из учредителей и членом правления Фонда Памяти Полководцев Победы.

### Награды
В 2017 г. награждена медалью Министерства обороны РФ «За заслуги в увековечении памяти погибших защитников Отечества».
В 2018 г. указом Короля Испании Филиппа Шестого награждена Орденом «За заслуги» (Гражданское достоинство) степени Командора за вклад в гуманитарную культуру — перевод и популяризацию испанской литературной классики.
В мае 2020 года Указом Президента Российской Федерации присуждена Государственная премия Российской Федерации имени Маршала Советского Союза Г. К. Жукова — за подготовку издания «Имена Победы», раскрывающего роль выдающихся советских полководцев в Великой Отечественной войне 1941—1945 годов.

## Публикации
Н. Малиновская Тема с вариациями. Изд. «Рудомино» М ., 2013

#### Составитель, автор предисловия и комментариев
- Гарсиа Лорка Ф. «Самая печальная радость…»: Художественная публицистика. М., 2010.
- Хименес Х. Р. Испанцы трех миров. Избранная проза. Стихотворения. СПб., 2008.
- Гарсиа Лорка Ф. Цыганское романсеро. М., 2007.
- Ортега-и-Гассет Х. Камень и небо. М., 2000.
- Гарсиа Лорка в воспоминаниях современников. М., 1997.
- Асорин. Избранные произведения. М., 1989.
- Гарсиа Лорка Ф. Цыганское романсеро. М., 1988.
- Гарсиа Лорка Ф. «Самая печальная радость…»: Художественная публицистика. М., 1987.
- Испанская народная поэзия. Cancionero popular español. Москва, 1987.
- Гарсиа Лорка Ф. Избранные произведения. Стихи, театр, проза: в 2тт. М., 1986.
- Гомес де ла Серна Р. Избранное. М., 1983.
- Хуан Рамон Хименес. Избранное. М., 1981.
- Гарсиа Лорка Ф. Избранные произведения. Стихи, театр, проза: в 2тт. М., 1975.
- Гарсиа Лорка Ф. изд. ЭКСМО БВЛ.

#### Составитель
- Гелескул А. Огни в океане. Переводы с испанского и португальского. М., 2011.
- Гелескул А. «Среди печальных бурь…»: Из польской поэзии XIX—XX вв. СПб., 2010.
- Гелескул А. Избранные переводы. М., 2006.
- Три апельсина любви. Испанские сказки. М., 2002.
- Зелёная роза или двенадцать вечеров: испанские народные сказки. М.-СПб., 2002.
- Гарсиа Лорка Ф. Песня всадника. М., 2002.
- Гарсиа Лорка Ф. Плач гитары. М., 2001.
- Гарсиа Лорка Ф. Поэзия. Проза. Театр. М., 2000.
- Колесо фортуны: лирика средневековых вагантов. Немецкая народная поэзия. М., 1998.
- Гарсиа Лорка Ф. Стихи и песни. Для старшего школьного возраста. М., 1980.

#### Автор главы в коллективной монографии
- История зарубежной литературы XVII в.: учебное пособие (под ред. Н. Т. Пахсарьян). М., 2005.
- Федерико Гарсиа Лорка // Зарубежная литература XX в. М., 1996.

#### Переводчик, составитель, автор предисловия и комментариев
- Сальвадор Дали. Сюрреализм — это я! М., 2005.

#### Автор проекта и ответственный редактор
- Имена Победы. М., 2005.
- Имена Победы: полководцы и военачальники Великой Отечественной войны. М., 2010.
- Имена Победы (в 2 томах). М., 2015.

#### Переводы
- С испанского: проза (лекции, эссе, письма) и драматургия Федерико Гарсиа Лорки (1975, 1982, 1985, 1987, 1989, 1994, 1998), стихотворения (2002) и манифесты Сальвадора Дали (2005)[5], «Исповедь захудалого философа» и эссе Асорина (1989), эссе и афоризмы Рамона Гомеса де ла Серны (1982, 1992), эссе и сказки Рубена Дарио (1982, 1996), эссе Хосе Марти (1974), Сесара Вальехо (1983), Хосе Ортеги-и-Гассета (1991, 1992, 1993, 2000), рассказы Аны Марии Матуте (1977), испанские народные сказки (2002) и мн.др.
- С португальского: пьеса «Эзоп (Лиса и виноград)» Гильерме Фигейреду (2003) и др.

Также переводит с каталонского, французского, английского.

## Интервью
- Беседа с Н. Малиновской // Калашникова Е. По-русски с любовью: беседы с переводчиками. М., НЛО, 2008. С. 325—329.
- Страница на сайте Эхо Москвы
- Об отце, маршале Р. Я. Малиновском, и Гражданской войне в Испании.
- O матери, Р. Я. Малиновской.
- «Священное двенадцатидневье» (зимние праздники в Испании)
- «Дочь маршала — это не профессия!»
- Интервью в «Российской газете».
- О родителях
- Личное дело. // Иностранная литература № 1, 2014.